# Elisabeth Rygaard
Elisabeth Rygaard   (Dinamarca, 1 de setembre de 1946 - 12 de maig de 2025) va ser una directora de cinema i guionista danesa.
Va estudiar danès i es va graduar en estudis de cinema a la Universitat de Copenhaguen. Treballa com a directora des de 1974. Per a la pel·lícula Ta' det som en mand, frue (1975) es va unir amb Mette Louise Knudsen i Li Vilstrup per formar el col·lectiu Røde Søster. És presidenta de l'Associació de Directors Danesos.

## Filmografia
- Ta' det som en mand, frue (1976)
- Er det løgn, hva jeg si'r? (1978)
- Jeg blir' så bange (1979)
- En fugl under mit hjerte (1980)
- Bank under bordet (1982)
- Gøgeungen (1983)
- Veras historie - en film om modstandskamp (1984)
- Din daglige dosis (1985)
- Jobtilbud i nazismens Tyskland (1986)
- En hård dags nat (1987)
- Glashjertet (1988)
- Sangen om en tiger (1988)
- Blomstens ansigt (1989)
- Saksens Billeder (1990)
- Skovens Eventyr (1991)
- Marias Valg (1991)
- Barndommens landskaber (1992)
- Mellem bjergene og havet (1995)
- The sky is the limit (1996)
- Mine drømmes hus (1998)
- Omfavn mig måne (2002)